# Bernard Halbrajch
Bernard Halbrajch (Halbreich), pseud. Jakub (ur. 1916 w Krakowie, zm. 19 lutego 1943 tamże) – działacz komunistyczny, żołnierz ŻOB i GL.

## Życiorys
Pochodził z żydowskiej rodziny inteligenckiej, w latach 30. działał w lewicowym ruchu młodzieżowym, prawdopodobnie w KZMP. Uczestnik wojny obronnej 1939 jako sierżant WP, wzięty do niemieckiej niewoli, skąd uciekł i wrócił do Krakowa. Wkrótce nawiązał kontakt z przed-PPR-owską organizacją komunistyczną „Polska Ludowa” kierowaną przez Ignacego Fika.
Był współorganizatorem ŻOB na terenie krakowskiego getta i od momentu jej powstania nawiązywał kontakty i współorganizował agendy ŻOB w Tarnowie, Rzeszowie i Bochni. Poza tym utrzymywał łączność między ŻOB a PPR i GL. Od października 1942 do lutego 1943 był dowódcą grupy wypadowej „Iskra” i brał udział w wielu akcjach dywersyjno-bojowych ŻOB i GL w Krakowie. W drugiej połowie grudnia 1942 brał udział w konferencji IV Obwodu PPR, na której został mianowany zastępcą Józefa Zająca, dowódcy GL Okręgu Kraków.
Zginął na Grzegórzkach w Krakowie. W 1948 pośmiertnie został odznaczony Orderem Krzyża Grunwaldu III klasy.